# Mette Schjoldager
Mette Schjoldager, née le 21 avril 1977, est une joueuse danoise de badminton.
Elle est médaillée de bronze en double mixte avec Jens Eriksen aux Jeux olympiques d'été de 2004.